# Gran Logia de Chile
La Gran Logia de Chile es una organización masónica, fundada el 24 de mayo de 1862 en el puerto de Valparaíso. En su calidad de potencia masónica, está integrada por todas las Logias regulares de la obediencia existentes en el país y conformadas solo por hombres. Constituye la autoridad central de dichas Logias y gobierna, con independencia y soberanía, los tres grados simbólicos de la Masonería universal en el territorio de la República de Chile, junto a potencias masónicas como la Gran Logia Mixta de Chile y la Gran Logia Femenina de Chile, entre otras.  El terremoto de 1906 destruyó la sede original y los archivos de la Gran Logia, lo que determinó su traslado definitivo a Santiago, instalándose en el Club de la República.

## Acerca de la Masonería
Los masones han tenido una relevante actuación en la historia de Chile como promotores de la independencia, como constructores de las bases del sistema republicano y promotores del desarrollo político y socioeconómico del país hasta hoy. Varios presidentes de la República han pertenecido a la masonería.
Las obras masónicas han sido incontables, todas de amplia proyección social y con trascendencia en los ámbitos relevantes de la vida nacional: instituciones como el Cuerpo de Bomberos, la formación de los Boy-Scouts (recuperada con la Asociación Nacional de Boy Scouts creada en 1982), Movimiento Juvenil Manque (1983), la Liga de Estudiantes Pobres; la promulgación de leyes como la Ley de Cementerios Laicos, de Jubilación, de Libertad de Cultos, del Seguro Obrero, del Voto Femenino, de Matrimonio Civil, la de Registro Civil y la dictación en el año 1920, de la Ley de Instrucción Primaria Obligatoria.
Pero uno de los campos de trabajo predilectos de la masonería ha sido la educación. Masones fueron los fundadores de las principales instituciones educacionales y culturales de Chile. Actualmente agrupaciones de masones mantienen unos veinte colegios de educación básica y media, además de influir en la fundación o fundar directamente instituciones de educación superior, como la Universidad de Chile, la Universidad Técnica del Estado (actual USACH), la Universidad de Concepción y la Universidad La República. Lo mismo que los Colegios Las Américas, La Fontaine y la red de Colegios Concepción dependiente de la Corporación Educacional Masónica de Concepción (COEMCO, al alero de la Gran Logia de Chile).
En 2022 agrupaba 249 Logias de Arica a punta arenas.
A la Gran Logia están asociadas el Instituto Laico de Estudios Contemporáneos (ILEC), la revista Occidente,la Corporación Educacional Masónica de Concepción y el Colegio La Fontaine en Ñuñoa.

## Historia
Para constituir una Gran Logia como poder masónico autónomo, la tradición y reglamentos usualmente compartidos en diversas naciones exigen que deban existir, a lo menos, tres logias formalmente constituidas en el territorio.
Para el año 1862 ya existían cuatro logias exclusivamente nacionales funcionando en idioma castellano en el país, a saber: Unión Fraternal, dirigida por Manuel de Lima en Valparaíso; Aurora de Chile, dirigida por Enrique Pastor en Concepción; Orden y Libertad, dirigida por Guillermo Gotschalk en Copiapó; y Progreso, dirigida por Blas Cuevas en Valparaíso. Sobre esta base, ya era posible concretar el plan. Luego de múltiples gestiones y tentativas, tanto a nivel nacional como en el exterior, por fin se pudo concordar el día 29 de abril de 1862, en una asamblea integrada por las logias de Valparaíso, Copiapó y Concepción, la formación de la Gran Logia de Chile.El día 24 de mayo se efectúa la elección de la primera oficialidad de esta Gran Logia de Chile, cuyo detalle es el siguiente: "Venerable Gran Maestro: Juan de Dios Arlegui Gorbea Gran Diputado: Melitón Caso Primer Gran Vigilante: Fco. Javier Villanueva Segundo Gran Vigilante: Manuel De Lima Gran Secretario: A. M. Medina Gran Orador: M. C. de Sarratea Gran Tesorero: Pedro Gudde". El día 24 de mayo de 1862 se instala solemnemente al primer Gran Maestro.
Distinción que recayó en el ciudadano Juan de Dios Arlegui Gorbea, quien provenía de una familia tradicional y católica que contaba en el clero con un tío obispo, José Santiago Rodríguez Zorrilla, y un tío abuelo canónigo, Juan de Dios Arlegui Rodríguez. La influencia católica también la había recibido por parte de sus preceptores. Pasó algunos años estudiando teología en el Seminario Conciliar, donde recibió lecciones del prelado don José Hipólito Salas y Toro, del teólogo don Justo Donoso Vivanco, además del presbítero argentino Manuel Castro y Barros. No obstante esta poderosa influencia religiosa, Juan de Dios Arlegui, sin enemistarse con sus familiares y maestros, supo descubrir su destino que lo llevaría a liderar un movimiento intelectual de inspiración racionalista, muy progresista para su época.
Luego del seminario Conciliar pasó a estudiar en el Instituto Nacional, bajo el rectorado de don Antonio Varas De la Barra, donde recibió lecciones del sociólogo, político y educador José Victorino Lastarria Santander.
Titulado de abogado el 7 de noviembre de 1848, Juan de Dios Arlegui Gorbea se instaló en Valparaíso para ejercer su profesión, conquistando ahí la honrosa reputación de Jurisconsulto. Fue además diputado y senador, representando siempre la corriente de avanzada y colaborando en varios proyectos de positivo beneficio nacional. Durante una década dirigió los destinos de la Gran Logia, periodo en el cual se fundaron en Santiago las logias Justicia y Libertad N.º 5, Deber y Constancia N.º 7 y Verdad N.º 10.
A estos nuevos talleres fueron ingresando destacadas personalidades de la época tales como: Eduardo De la Barra, Guillermo y Manuel Antonio Matta Goyenechea, Miguel Santamaría, Juan Agustín Palazuelos Ramírez, Pedro León Gallo Goyenechea, Juan Nepomuceno Espejo Bravo, Diego Barros Arana, Ramón Allende Padín, Alejo Palma Guzmán, Francisco Gandarillas Luco, José Francisco Vergara Echevers, Enrique Mac-Iver Rodríguez, Germán Tenderini y Vacca, Aníbal Pinto Garmendia, Andrés y Jacinto Chacón, Juan Williams Rebolledo, Justo y Juan Domingo Arteaga Alenparte, Marcial Gatica, José Tomás Urmeneta, Juan Enrique Lagarrigue,Manuel Carrera Pinto, Emilio Orrego Luco, Francisco Santa Cruz y tantos otros no menos inquietos de las más variadas edades y profesiones.
Fue interesante en aquella época la prolongación de las logias masónicas al campo de la política, a través de la inauguración de agrupaciones denominadas Clubes de la Reforma, que funcionaron en Santiago y otras provincias del país desde el año 1868 hasta 1871.

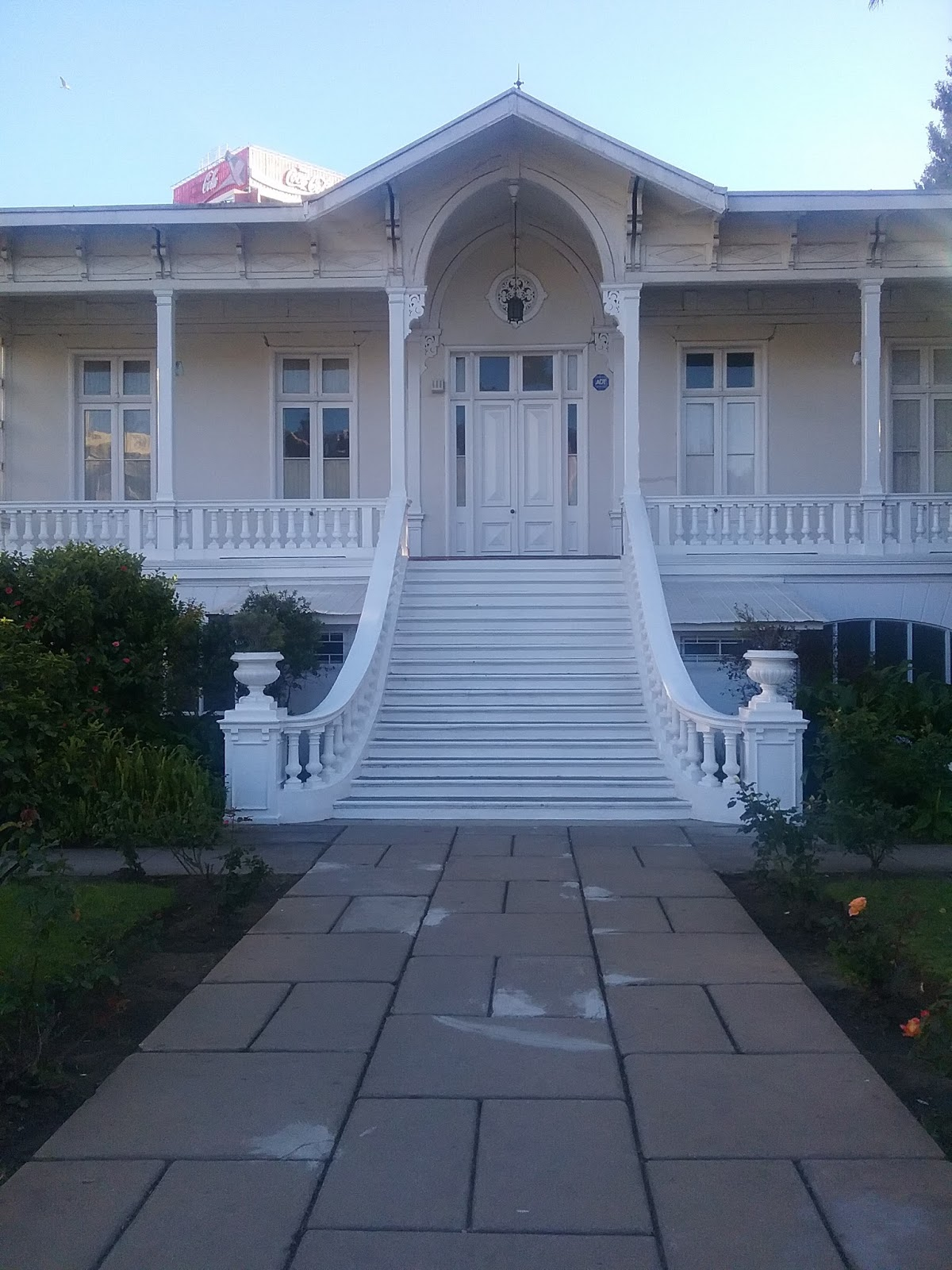
Casa Masónica Viña del Mar

Estos clubes eran verdaderos cenáculos en los cuales se debatía la mayoría de las transformaciones ideológicas, sociales y educacionales que la sociedad estaba necesitando y muchas de las cuales ingresaron en la reforma constitucional del gobierno de Federico Errázuriz Zañartu.Otros de estos planteamientos fueron consagrados en el texto de la Carta Fundamental de 1925.
Después de la creación de la logia Verdad en 1872 –la décima dependiente de la Gran Logia de Chile–, se fueron fundando por todo el territorio nacional una importante cantidad de talleres masónicos, a los cuales ingresaron influyentes personalidades del ámbito social, empresarial y educacional de cada ciudad.
En 1862 la Gran Logia de Chile fue reconocida por la Gran Logia de Massachusetts, es decir, el mismo año de su fundación, y al año siguiente obtendría el reconocimiento por parte de la Gran Logia del distrito de Columbia.
En 1864, cuando los problemas causados por Napoleón III en la masonería francesa ya se habían superado, se obtuvo el reconocimiento oficial por parte de la Gran Logia Central de Francia. En 1862 se promulga la primera Constitución con el nombre de Estatutos de la Orden Masónica en Chile.
Hacia el año 1912, por acuerdo de la Asamblea de la Gran Logia de Chile, se funden la Constitución y los estatutos generales para dar origen a la Constitución Masónica definitiva,la cual ha experimentado reformas en los años: 1921, 1930, 1938, 1955, 1971, 1978 y 1984.
En un comienzo, la Gran Logia de Chile regía tanto la masonería simbólica como la filosófica. A finales del siglo XIX, Eduardo De la Barra estableció, mediante cartas patentes concedidas en Argentina, un Supremo Consejo del grado 33 para administrar los grados filosóficos, mientras que la Gran Logia ejercía la jurisdicción en los talleres simbólicos.
La sede de la Gran Logia de Chile estuvo en Valparaíso desde su fundación hasta 1906,cuando se produjo el devastador terremoto que averió muy severamente la casa masónica, tras lo cual se trasladó a Santiago. En la capital se instaló en pleno centro, en la desaparecida galería San Carlos, donde trabajaron logias como: Deber y Constancia N.º 7, Aurora de Italia N.º 24, Verdad N.º 10, Franklin N.º 27 y la porteña Unión Fraternal N.º 1, que por esos años se estaba trasladando.

## Ritos
La Gran Logia de Chile tiene jurisdicción sobre las logias simbólicas (trabajan en los grados de aprendiz, compañero y Maestro Masón), estas puedes trabajar tres ritos diferentes: Rito Escocés Antiguo y Aceptado, Rito de York y Rito Schröder

## Grandes Maestros de la Gran Logia de Chile

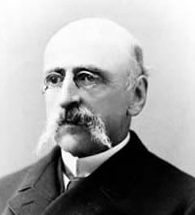
Juan de Dios Arlegui: Primer Gran Maestro de la Gran Logia de Chile.

- Juan de Dios Arlegui Gorbea (1862-1872)
- Francisco Javier Villanueva Godoy (1872-1873)
- Benicio Álamos González (1873-1875, 1900-1902)
- José Miguel Fáez (1875-1877, 1882-1884)
- Evaristo Soublette Buroz (1877-1881)
- José Francisco Vergara Echevers (1881-1882)
- Ramón Allende Padín (1884)
- Rafael Barazarte Oliva (1884-1886)
- Enrique Mac-Iver Rodríguez (1887-1894)
- Alejo Palma Guzmán (1894-1900)
- Buenaventura Cádiz Patiño (1902-1906)
- Víctor Guillermo Ewing Acuña (1909-1922)
- Luis Alberto Navarrete y López (1912-1922)
- Alfredo Melossi Hutchinson (1922-1924)
- Adeodato García Valenzuela (1924)
- Héctor Boccardo Benvenuto (1924-1930)
- Armando Quezada Acharán (1930-1931)
- Eugenio Matte Hurtado (1931-1932)
- David Benavente Sepúlveda (1933-1935)
- Fidel Muñoz Rodríguez (1935-1937)
- Hermógenes del Canto Aguirre (1937-1944)
- René García Valenzuela (1944-1947, 1969-1974)
- Orestes Frödden Lorenzen (1948-1953)
- Alejandro Serani Burgos (1954-1957)
- Aristóteles Berlendis Sturla (1957-1968)
- Sótero del Río Gundián (1968-1969)
- Horacio González Contesse (1974-1982)
- Oscar Pereira Henríquez (1982-1990)
- Marino Pizarro (1990-1998)
- Jorge Carvajal Muñoz (1998-2006)
- Juan José Oyarzún (2006-2010)
- Luis Riveros Cornejo (2010-2018)
- Sebastián Jans Pérez (2018-2026)[5]

## Supremo Consejo del Grado 33° para la República de Chile

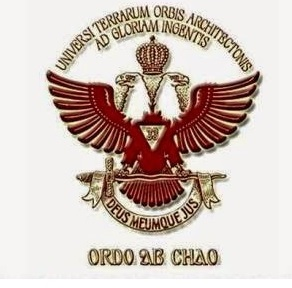
Emblema del Supremo Consejo del Grado 33 para Chile.

El Supremo Consejo del Grado 33 para Chile es el organismo representativo, normativo y directivo de la francmasonería del Rito Escocés Antiguo y Aceptado para la jurisdicción del territorio de la República de Chile para los grados 4.º al 33.º inclusive, al que solo pueden acceder los masones adscritos a la  Gran Logia de Chile, que ya posean el grado simbólico de Maestro Masón y que sean invitados a incorporarse a la masonería escocesa.
Su objetivo es el perfeccionamiento del Maestro Masón, mediante una docencia cuidadosamente diseñada y planificada, la que exige un alto compromiso con la Orden, la humanidad y consigo mismo.
Fundado en primera instancia en 1870 por Juan de Dios Merino Benavente, con autorización del Supremo Consejo de Inglaterra, rápidamente caería en inactividad hasta 1899, cuando con la autorización del Supremo Consejo del Grado 33 para Argentina, se reactiva bajo el liderazgo de Eduardo de la Barra Lastarria que sería electo su Soberano Gran Comendador.
Entre ambos poderes masónicos, la Gran Logia de Chile y el Supremo Consejo del Grado XXXIII para la República de Chile, existe un Tratado de Paz y Amistad que regula sus respectivas jurisdicciones jerárquicas y les permite coexistir en las más prístinas condiciones de armonía y fraternidad mutuas, para el ejercicio de sus actividades masónicas.
Ambos poderes masónicos constituyen una unidad indisoluble al abrigo de los principios, postulados e ideales de la Francmasonería Universal.

## Soberanos Grandes Comendadores
- Juan de Dios Merino Benavente, 33.º (1870- 1874)
- Eduardo de la Barra, 33.º (1897-1900)
- Buenaventura Cádiz Patiño, 33.º (1900-1903)
- Benicio Álamos González, 33.º (1903-1907)
- Juan José Latorre Benavente, 33.º (1907-1909)
- Víctor Ewing Acuña, 33.º (1909-1925)
- Armando Quezada Acharán, 33.º (1925-1931)
- Héctor Boccardo Benvenuto, 33.º (1932-1937)
- Hermógenes del Canto Aguirre, 33.º(1938-1950)
- René García Valenzuela, 33.º (1950-1960)
- Pedro Castelblanco Agüero, 33.º (1961-1976)
- Ignacio González Ginouves, 33.º (1977-1979)
- Enrique Zúñiga Morales, 33.º (1980-1984)
- Desiderio Arenas Aguiar, 33.º (1984-1989)
- Francisco Cargill Strachan, 33.º (1989-1990)
- Víctor Hugo Vásquez Diaz, 33.º (1990-1996)
- Floreal Toledo Vilarin, 33.º (1996-2008)
- Juan Dixon Wortmann, 33.º (2008)
- Carlos Cortés Barríos, 33.º (2009-2016)
- Álvaro Pulgar Gallardo, 33.º (2016-2020)

## Masones destacados

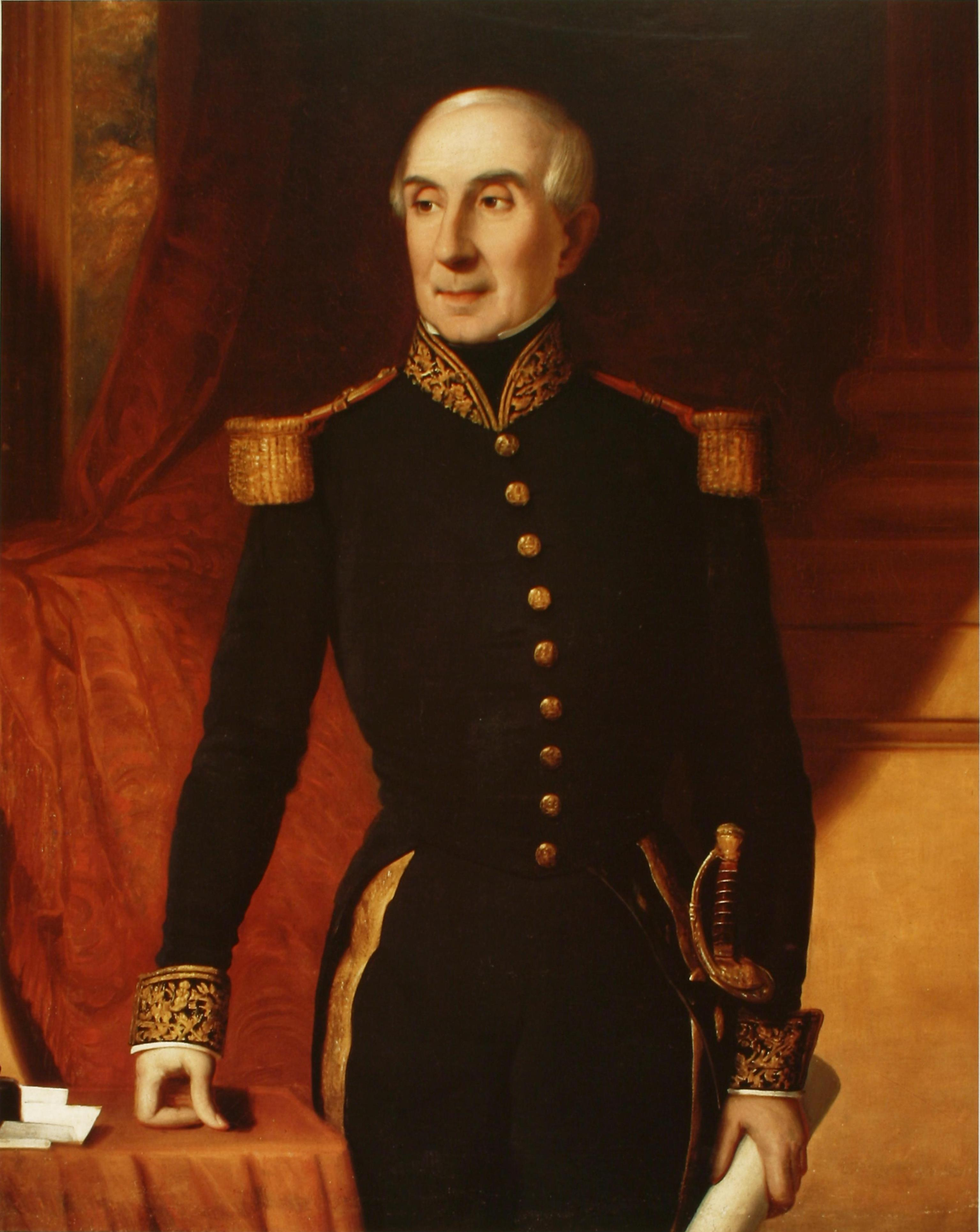
Manuel Blanco Encalada, primer presidente de la República de Chile y destacado francmasón.

##### Gobernantes de Chile
- José Miguel de la Carrera y Verdugo[6]
- Bernardo O'Higgins Riquelme
- Ramón Freire Serrano
- Manuel Blanco Encalada
- Aníbal Pinto Garmendia
- Arturo Alessandri Palma
- Pedro Aguirre Cerda
- Jerónimo Méndez Arancibia
- Juan Antonio Ríos Morales
- Gabriel González Videla
- Carlos Ibáñez del Campo
- Salvador Allende Gossens
- Augusto Pinochet[7]

##### Marinos
- Manuel Blanco Encalada
- Juan José Latorre
- Luis Pardo Villalón (Piloto Pardo)
- Manuel Thomson Porto Mariño

##### Militares
- Estanislao del Canto Arteaga
- Diego Dublé Almeyda
- Pedro Lagos Marchant
- Emilio Sotomayor Baeza
- Carlos Ibáñez del Campo

##### Aviadores
- Alberto Bachelet
- Marmaduke Grove
- Arturo Merino Benítez
- Armando Ortiz Ramírez

##### Políticos
- Ángel Gallo Goyenechea
- Juan Gómez Millas
- Eugenio González Rojas
- Juvenal Hernández
- José Victorino Lastarria
- Enrique Silva Cimma

##### Escritores
- Francisco Bilbao
- Guillermo Blest Gana
- Benedicto Chuaqui Kettlun
- Manuel Magallanes Moure

##### Artistas
- Fernando Daza Osorio
- Nicanor Plaza